# Джулія Сауер
Джулія Ліна Сауер (англ. Julia Lina Sauer; 8 квітня 1891, Рочестер, Нью-Йорк — 26 червня 1983, там же) — американська дитяча письменниця та бібліотекарка. Дві її книги, «Магія туману» та «Світло на Терн-Рок», потрапили до щорічних призерів медалі Ньюбері. Дія обох романів відбувається в Канаді, де Сауер володіла літнім будинком у 1930-х — 1960-х роках.

## Біографія
Народилася 8 квітня 1891 року в Рочестері, штат Нью-Йорк. У дев'ять років випадково стала свідком смертельного пострілу в чоловіка на тротуарі біля свого будинку та свідчила на суді. Навчалася в Рочестерському університеті та Бібліотечній школі штату Нью-Йорк в Олбані. Повернулася до Рочестера, де з 1921 по 1958 рік очолювала дитячий відділ Публічної бібліотеки:851. Хоча більшу частину свого життя Сауер прожила в Рочестері, у літній період приїжджала до Літтл-Року, Нова Шотландія, Канада. Ця місцевість стала місцем дії першої з її книг, що отримала нагороди; дія другої відбувається на узбережжях Нової Шотландії.
Як бібліотекар, брала участь у трансляції радіопрограми для учнів 5—11-х класів. Була редакторкою книги «Radio Roads to Reading» про радіо дискусії для дітей. Її кар'єра дитячої бібліотекарки принесла їй визнання Американської бібліотечної асоціації, а 1939 року призначення головою Комітету з планування та оснащення дитячих бібліотек Американської бібліотечної асоціації.
На початку 1940-х років розгорілися запеклі суперечки щодо того, чи повинні дитячі книги бути творчим відходом від реальності чи відображенням випробувань і труднощів сучасного життя, включно з Великою депресією та подіями, що призвели до Другої світової війни. Сторону, що підтримувала вигадку, символізував соловейко, персонаж неземної краси з казок. Реалісти часто вказували на героїню Джейні Ларкін з книги Доріс Гейтс «Блакитна верба», першого американського реалістичного проблемного роману для дітей. Бібліотечна асоціація звернулася до Джулії Сауер з проханням розібратися в цій розбіжності, і 1941 року в журналі «Library Journal» опублікували її статтю «Робимо світ безпечним для Джейні Ларкінів». У ній авторка писала, що дітей не слід захищати від реалій світу. Але, стверджувала, їм потрібні як реалізм, так і уява. Наприкінці звернулася до своїх колег-бібліотекарів: «Нам потрібно більше книг про Джейні Ларкінів у дитячій літературі. І коли ми їх отримаємо, нам знадобиться мужність, щоб подарувати їх нашим дітям… перш ніж світ стане безпечним навіть для соловейків, він повинен стати безпечним для Джейні Ларкінів».
1942 року представила доповідь «Бібліотечні послуги для дітей у світі, що охоплений війною» на 8-му Панамериканському дитячому конгресі у Вашингтоні, округ Колумбія. Її остання дитяча книга, «Майк Малліган та його парова лопата», вийшла друком 1954 року. У ній розповідається про пригоди маленького хлопчика, який так часто відвідує бібліотеку, що її назвали «Будинком Майка». На прохання журналу «Atlantic Monthly» 1955 року Сауер разом з Вірджинією Гевіленд й Елізабет Гросс склала список «50 видатних книг, опублікованих з 1940 року». Окрім письменницької діяльності, Сауер протягом усього життя виступала в коледжах, бібліотечних інститутах і на національних зустрічах.
Померла 26 червня 1983 року в Рочестері, штат Нью-Йорк. Її документи зберігаються в публічній бібліотеці Рочестера та в Університеті Міннесоти.

## Критика та спадщина
Авторка трьох книг для дітей, дві з яких увійшли до числа щорічних призерів медалі Ньюбері. Усі три книги отримали схвальні рецензії від «Kirkus» як «книги виняткової цінності». Її перша книга, «Магія туману», — це фентезійний роман, дія якого відбувається у Новій Шотландії. 1944 року книга посіла друге місце в нагороді Ньюбері. Як писала Мері Лістад у книжці «Дитячі письменники двадцятого століття»: «історія переходить від реального сьогодення до вигаданого минулого, вказуючи на тонку межу між реальністю людини та її фантазією, а також на необхідність прийняття і того, й іншого»:852. Другий роман Сауер, «Світло біля Терн-Рок», 1952 року ушанований премією Ньюбері. «Kirkus Reviews» високо оцінили гостре відчуття місця, назвавши його «незвичайним й атмосферним».
Ребека Стед, авторка книги «Коли ти до мене доберешся», лавреатка медалі Ньюбері 2010 року, сказала в інтерв'ю: «Є книга Джулії Л. Сауер „Магія туману“, яка мені дуже сподобалася, про дівчину в Новій Шотландії, яка знайшла село, що з'являється лише в туманні дні. Довгий час я думала, що це таємна книга, про яку знаю лише я».
Як бібліотекар Сауер дотримувалась високих стандартів, кажучи: «Я вважаю, що перший обов'язок дитячого бібліотекаря — завжди вести дитину до найкращого, що для неї є, допомагати їй своєю мудрістю, цінувати краще і, зрештою, найкраще, і підтримувати її читання на найвищому можливому рівні». Як письменниця, за словами Мерілін Міллер, Сауер «писала з пристрастю та співчуттям. Те, що вона писала, впливало на авторів як творців дитячих книг, на дітей і те, що вони читали».

### Художня література
- Fog Magic, Viking Press, 1943, ISBN 9780140321630;
- The Light at Tern Rock, Viking Press, 1951, ISBN 9780140368574;
- Mike's House, Viking Press, 1954, ISBN 9780670050345.

### Інше
- Radio Roads to Reading: Library Book Talks Broadcast to Boys and Girls, (editor), Wilson, 1939, ISBN 0-905392-07-8.